# Mount LeResche
Mount LeResche ist ein 2040 m hoher und markanter Berg im Norden des ostantarktischen Viktorialands. Er ragt am nördlichen Ende der Homerun Range auf.
Der United States Geological Survey kartierte ihn anhand eigener Vermessungen und mithilfe von Luftaufnahmen der United States Navy zwischen 1960 und 1963. Das Advisory Committee on Antarctic Names benannte ihn 1969 nach Robert E. LeResche, Biologe des United States Antarctic Program auf der McMurdo-Station zwischen 1966 und 1967 sowie von 1967 bis 1968.